# Captal de Buch
De titel captal de Buch, later ook als "Captal de Buché" geschreven, werd door een feodale heer van Buch in de Franse streek Gascogne gedragen. 
Het territorium lag in de streek rond het Bassin d'Arcachon en de stad Le Teich. Het gebied wordt nog steeds het Pays de Buch genoemd.
De titel captal was feodaal en kon dan ook worden overgedragen en/of verkocht, en werd meer dan vijf eeuwen doorgegeven.

## Dynastieën
De volgende families bezaten achtereenvolgens de titel van Captal de Buch:

### De familie de Bordeaux (van ca. 1250 tot 1328)
Een rijke familie die reeds in de 11e eeuw een bevoorrechte positie innam in Bordeaux. Hoewel het snel uitstierf, bereikte het zijn hoogtepunt in het midden van de 11e eeuw
- Peter IV van Bordeaux, heer van Puy-Paulin (c.1208-1274)
- Peter-Amanieu van Bordeaux (c.1275-c.1344), zoon van Peter IV en de eerste die officieel de titel Captal de Buch bekomt in december 1280. Omdat hij zonder erfgenamen bleeft ging de titel over op zijn neef.
- Peter van Bordeaux, ook de Masip genoemd. Net als zijn oom, stierf hij zonder ergenaam, waardoor de titel naar zijn zus ging
- Assalhide de Bordeaux (+1328). Zij huwt met Peter II de Grailly in 1307

### De familie de Grailly (van 1328 tot 1593)
De familie Grailly, oorspronkelijk afkomstig uit het Pays de Gex in het oude Bourgondië, bezat ook land in Savoye. Zij waren nog maar drie generaties in de Gascogne toen een huwelijk met de laatste erfgename van de familie van Bordeaux hen alle bezittingen van deze familie in het Buch-land opleverde.
- Johan II de Grailly

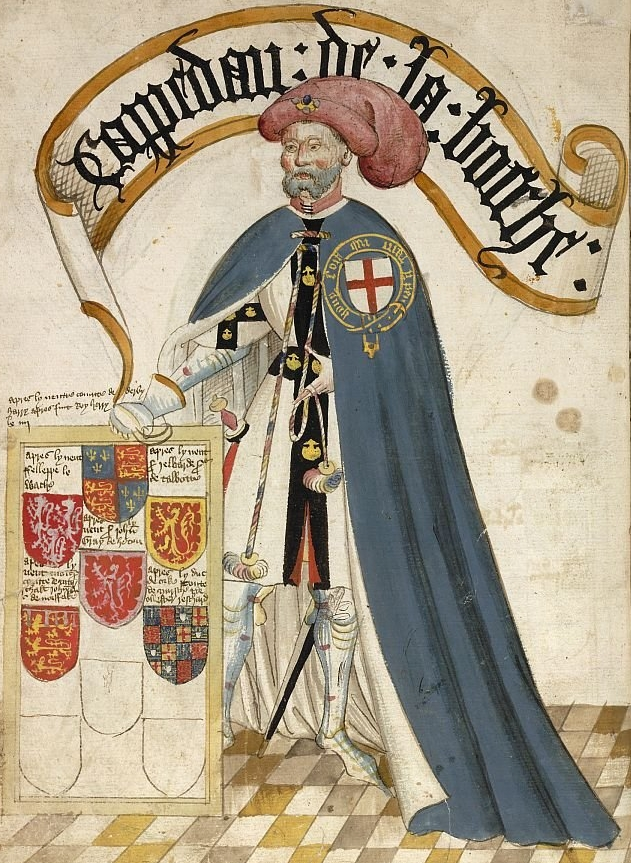
Johan III de Grailly, uit het Boek van William Bruges met de eerste 25 leden van de Orde van de Kousenband (1430/1440)

- Johan III de Grailly (1343-1377),vocht aan Engelse zijde in de Slag bij Poitiers (1356). Jean Froissart noemt hem in zijn kronieken van de Honderdjarige Oorlog een ideaal van ridderlijkheid. De captal speelde ook een rol in het neerslaan van de Jacquerie en de anarchie die in 1358 in Frankrijk heerste. Dat kon de captal doen omdat er een wapenstilstand tussen Frankrijk en Engeland was gesloten. De captal was toentertijd in Engelse dienst.[2]
- Achambaud de Grailly
- Gaston I de Foix-Grailly
- Johan de Foix Grailly, graaf van Candale
- Gaston II de Foix-Grailly-Candale
- Gaston III de Foix-Grailly-Candale
- Frederik de Foix-Grailly-Candale
- Hendrik de Foix-Grailly-Candale
- Hendrik-Frans de Foix-Grailly-Candale

### De familie Epernon (van 1593 tot 1661)
Deze familie kwam uit Languedoc, en verwierf de landerijen van Captal op dezelfde wijze als de familie Grailly, via een huwelijksband.
- Margareta de Foix huwt met Jean-Louis de Nogaret de la Valette, de eerste hertog van Epernon, die een familie-wisselt inluidt.
- Bernard d'Epernon, hun jongste zoon, waarna de titel overgaat naar :

### De familie de Foix-Grailly-Candale (van 1661 tot 1713)
- Johan-Baptist Gaston de Foix-Candale (1638-1665)
- Maria de Foix-Candale (1665-1667)
- Hendrik-Frans de Foix-Candale

### De familie Amanieu de Ruat (van 1713 tot 1803)
- Johan-Baptist Amanieu de Ruat, baron van Audenge, koninklijk raadsheer aan het hof van het Parlement van Bordeaux, kocht de titel van de laatste Foix-Grailly, op 23 augustus 1713.
- Frans-Alain  Amanieu de Ruat
- Frans Amanieu de Ruat (1742-1803) wordt in 1793 enige tijd opgesloten, maar wordt bevrijd. Hij emigreert niet en verliest bij zijn dood zijn feodaal rechten. Hij slaagt er echter in zijn bezittingen te behouden.[3]